# Mendelssohn-Preis
Der Mendelssohn-Preis (Felix-Mendelssohn-Bartholdy-Staat-Stipendium, auch: Mendelssohn-Staatspreis) war von 1879 bis 1936 ein vom preußischen Staat gestiftetes, jährliches Stipendium zur Förderung der Fortbildung talentvoller Musiker.

## Geschichte
Am 23. Januar/20. Februar 1878 wurde zwischen den Erben des Generalmusikdirektors Felix Mendelssohn Bartholdy und dem Königlich-Preußischen Fiskus ein Vertrag geschlossen: die Erben übereignen die hinterlassenen musikalischen Manuskripte ihres Vaters dem Preußischen Fiskus, wogegen dieser sich verpflichtet, eine dauernde jährliche Rente von 3.150 Mark „als eine zur Ausbildung befähigter und strebsamer Musiker ohne Unterschied des Alters, des Geschlechts, der Religion und der Nationalität bestimmte Stipendien-Stiftung durch den Staatshaushalt-Etat bereitzustellen“. Das Kuratorium der Stiftung bestand aus dem jeweiligen Direktor der Hochschule für Musik zu Berlin, aus einem vom Ministerium auf die Dauer von drei Jahren zu ernennenden Mitglied und aus einem von den beiden ersten gewählten weiteren Mitglied.
1899 schenkten Ernst von Mendelssohn-Bartholdy und die Brüder Franz und Robert von Mendelssohn der Stiftung ein Kapital von 30.000 Mark, die damit die Rechte einer juristischen Person erhielt. Zwischen 1921 und 1924 ruhte die Stiftung aufgrund der Inflation. Bis 1936 zahlte Preußen die 1878 vertraglich vereinbarte Rente von 3150 Mark. Ab 1937 wurde der Betrag zusammen mit anderen Stiftungen in ein „Preußisches Staatsstipendium für Musiker“ umgewandelt. Noch bis 1944 wurden Beträge der Stiftung in Wertpapieren angelegt.
1963 wurde der Preis durch die Stiftung Preußischer Kulturbesitz mit der Errichtung des „Felix-Mendelssohn-Bartholdy-Preises (Mendelssohnpreis)“ zu neuem Leben erweckt.

## Bedingungen
Jährlich wurden 2 Fortbildungs-Stipendien vergeben: eines für Komponisten, eines für ausübende Tonkünstler. Die Ansprüche an Mendelssohn-Stipendiaten waren sehr hoch; das eigentliche Stipendium (der Große Mendelssohn-Preis) in Höhe von 1.500 Mark wurde mehrfach nicht vergeben (1913, 1915, 1918) oder geteilt (1912, 1914). Daneben wurden kostenfreie lobende Erwähnungen verteilt und Zuwendungen gemacht (zwischen und 100 und 350 Mark).
Die „Felix-Mendelssohn-Bartholdy-Staat-Stipendien“ berücksichtigten nur Bewerber, die mindestens ein halbes Jahr Schüler an einer staatlich unterstützten Ausbildungsanstalt waren. Ausnahmen wurden bei preußischen Staatsangehörigen gemacht.

## Kuratoren
- Ab 1880: Joseph Joachim / Friedrich Kiel / Wilhelm Taubert
- Ab 1895: Joseph Joachim / Robert Radecke / Woldemar Bargiel
- 1913–1918: Hermann Kretzschmar / Robert Kahn / Georg Schumann
- 1928–1930: Franz Schreker / Artur Schnabel / Georg Schumann
- 1931–1933: Franz Schreker / Carl Flesch / Arnold Schönberg
- 1934–1936: Fritz Stein / Karl Klingler / Georg Schumann[5]

## Preisträger für Komposition
Rudolf Elvers gibt zwar das Preisgeld an (Schenkungen und Stiftungen der Mendelssohns, S. 102. In: Die Mendelssohns in Berlin: eine Familie und ihre Stadt. S. 94–109. Wiesbaden: Reichert 1983. ISBN 3-88226-185-4), aber nicht, ob es sich um einen Preisträger für Komposition oder für ausübende Tonkunst handelte, somit ist die Zuordnung oftmals unsicher.
- 1879: Engelbert Humperdinck (erster Preisträger)
- 1880: Leopold Carl Wolf
- 1881: Ethel Smyth, Fritz Kauffmann
- 1882: Karl Schneider, Arnold Mendelssohn
- um 1882: Iacob Muresianu
- 1883: Ernst Seyffarth
- 1884: Max Puchat
- 1885: Georg Stolzenberg
- 1887: Heinrich van Eyken, Felix Odenwald, Waldemar von Baußnern
- 1888: Ewald Straesser, Mathieu Neumann, Eduard Behm
- 1889: August Schmid-Lindner?, Percy Sherwood, Martin Grabert, Eduard Behm
- zwischen 1887 und 1896: Karol Gregorowicz (1867–1921)
- 1890: Friedrich Ernst Koch für Streichtrio op. 9, Eduard van Dooren
- 1891: Eduard Behm
- 1892: Eduard van Dooren
- 1893: Carl Thiel, Louis Saar und Leo Schrattenholz
- 1894: Martin Grabert und May C. Taylor
- 1896: Paul Juon
- 1899: Siegfried Fall für Klaviertrio op. 4
- 1900: Karl Klingler und Richard Rössler
- 1901: Curt Börner
- 1902: Alfred Sittard
- 1902: Ignatz Waghalter für Sonate für Violine und Pianoforte in f-Moll, op. 5
- 1903: Richard Fricke und Fritz Vögely
- 1904: NN.Zeitz
- 1905: Elisabeth Kuyper (erstmals an eine Komponistin)
- 1910: Ernst Toch
- 1912: Georg Fränkel
- 1913: Max Trapp (350 Mark)
- 1914: Katharina Schurzmann
- 1915: Hans Bullerian für Zweite Sinfonie und Wilhelm Kempff (750 Mark), Wilhelm Kempff
- 1916: Erwin Bodky (400 Mark)
- 1917: Wilhelm Kempff (1.500 Mark) und Emil Peeters
- 1918: Erwin Schulhoff für Klaviersonate op. 22
- 1919: Kurt Weill (300 Mark)  (hat ihn jedoch abgelehnt), Max Tauber
- 1920: Pantscho Wladigerow, Erwin Bodky

Von 1921 bis 1924 sind keine Stipendien vergeben worden (Inflation).
- 1925: Berthold Goldschmidt für Passacaglia für Orchester op. 4
- 1926: Ignace Strasfogel für Klaviersonate No. 2 und Ernst Pepping (1.500 Mark)
- 1928: Grete von Zieritz (1.500 Mark), Hans Humpert für Konzert für Streichquartett und größeres Kammerorchester sowie Leon Klepper
- 1929: Dr. Herbert Marx
- 1931: Kurt Fiebig (1.500 Mark aus 1929 zurückgestellt) und Fritz Piket
- 1932: Harald Genzmer und Norbert von Hannenheim (1.500 Mark geteilt)
- 1933: Werner Trenkner, Hans Vogt und Bernhard Heiden
- 1935: Fritz Werner und Johannes Schneider-Marfels
- 1936: Rolf Unkel

## Ausübende Tonkünstler
- 1880 Bernhard Stavenhagen
- 1882 Marie Soldat
- 1883 und 1885 Gabriele Wietrowetz
- 1898 Frieda Hodapp
- 1900 Elly Ney
- 1901 Erna Schulz (500 Mark)
- 1902 Erna Schulz (1500 Mark)
- 1904 Pálma von Pászthory (1500 Mark)
- 1905 Helene Ferchland
- 1906 Sara Gurowitsch
- 1908 Josef Rywkind
- 1910 Beatrice Harrison
- 1913 Erwin Schulhoff
- 1914 Fritz Rothschild (1500 Mark)
- 1919 Grete Eweler (Violine) und Mary Jansen (Klavier)[6]
- 1925 Max Rostal und Ria Schmitz-Gohr (1000 Mark geteilt)
- 1928 Wilhelm Stross (1500 Mark)
- 1929 Julian von Károlyi (1500 Mark)
- 1930 Ibolyka Zilzer und Ludwig Hoelscher (1500 Mark geteilt)
- 1931 Marianne Tunder, Artur Balsam und Roman Totenberg (1500 Mark gedrittelt)
- 1932 Siegfried Borries, Pál Kiss und Helmut Zernick (1500 Mark gedrittelt)
- 1933 Karlrobert Kreiten